# Hyllus nummularis
Hyllus nummularis är en spindelart som först beskrevs av Carl Eduard Adolph Gerstäcker 1873.  Hyllus nummularis ingår i släktet Hyllus och familjen hoppspindlar. Inga underarter finns listade i Catalogue of Life.